# رود هامبر (انتاریو)
رود هامبر (به انگلیسی: Humber River) یک رود در کانادا است که در انتاریو واقع شده‌است.